# Gastroleccinum scabrosum
Gastroleccinum scabrosum — вид грибів, що належить до монотипового роду  Gastroleccinum.